# Камбре-Уэст

Кантон Камбре-Уэст в составе округа Камбре

Камбре́-Уэ́ст(фр. Cambrai-Ouest) — упраздненный кантон во Франции, регион Нор — Па-де-Кале, департамент Нор. Входил в состав округа Камбре.
В состав кантона входили коммуны (население по данным Национального института статистики за 2011 г.):
- Абанкур (447 чел.)
- Ам-Лангле (583 чел.)
- Бантиньи (477 чел.)
- Блекур (357 чел.)
- Камбре (22 418 чел.) (частично)
- Кювилле (198 чел.)
- Нёвиль-Сен-Реми (3 789 чел.)
- Обаншёль-о-Бак (459 чел.)
- Пайанкур (996 чел.)
- Провиль (3 293 чел.)
- Райанкур-Сент-Оль (2 361 чел.)
- Сайи-ле-Камбре (450 чел.)
- Санкур (198 чел.)
- Тийуа-ле-Камбре (574 чел.)
- Фонтен-Нотр-Дам (1 744 чел.)
- Фресси (565 чел.)
- Энекур (595 чел.)

## Экономика
Структура занятости населения (без учета города Камбре):
- сельское хозяйство — 2,8 %
- промышленность — 21,9 %
- строительство — 10,8 %
- торговля, транспорт и сфера услуг — 40,4 %
- государственные и муниципальные службы — 24,0 %

Уровень безработицы (2010) - 12,5 % (Франция в целом - 12,1 %, департамент Нор - 15,5 %).

## Политика
На президентских выборах 2012 г. жители кантона отдали Николя Саркози в 1-м туре 27,1 % голосов против 26,8 % у Франсуа Олланда и 22,9 % у Марин Ле Пен, во 2-м туре в кантоне победил Олланд, получивший 50,1 % голосов (2007 г. 1 тур: Саркози - 30,5 %, Сеголен Руаяль - 23,0 %; 2 тур: Саркози - 54,2 %). На выборах в Национальное собрание в 2012 г. по 18-му избирательному округу департамента Нор они поддержали действующего депутата, мэра Камбре Франсуа-Ксавье Виллена, набравшего 49,2 % голосов в 1-м туре и 61,8 % - во 2-м туре. (2007 г. Франсуа-Ксавье Виллен (СНД): 1-й тур: - 53,8 %, 2-й тур - 61,3 %). На региональных выборах 2010 года победили «левые»: список социалистов, набрав 26,3 %, незначительно опередил «правых» во главе с СНД (25,1 %); во 2-м туре единый «левый список» с участием социалистов, коммунистов и «зеленых» победил, хотя и не так убедительно, как во многих других кантонах департамента Нор — 45,4 % против 32,7 % у «правых» и 21,8 % у Национального фронта.
|  | Кандидат      | Партия                  | % голосов |
|  | ------------- | ----------------------- | --------- |
|  | Жан-Жак Сегар | Правые партии           | 60,56     |
|  | Брижитт Дуэ   | Социалистическая партия | 39,44     |